# Críticas ao Islã

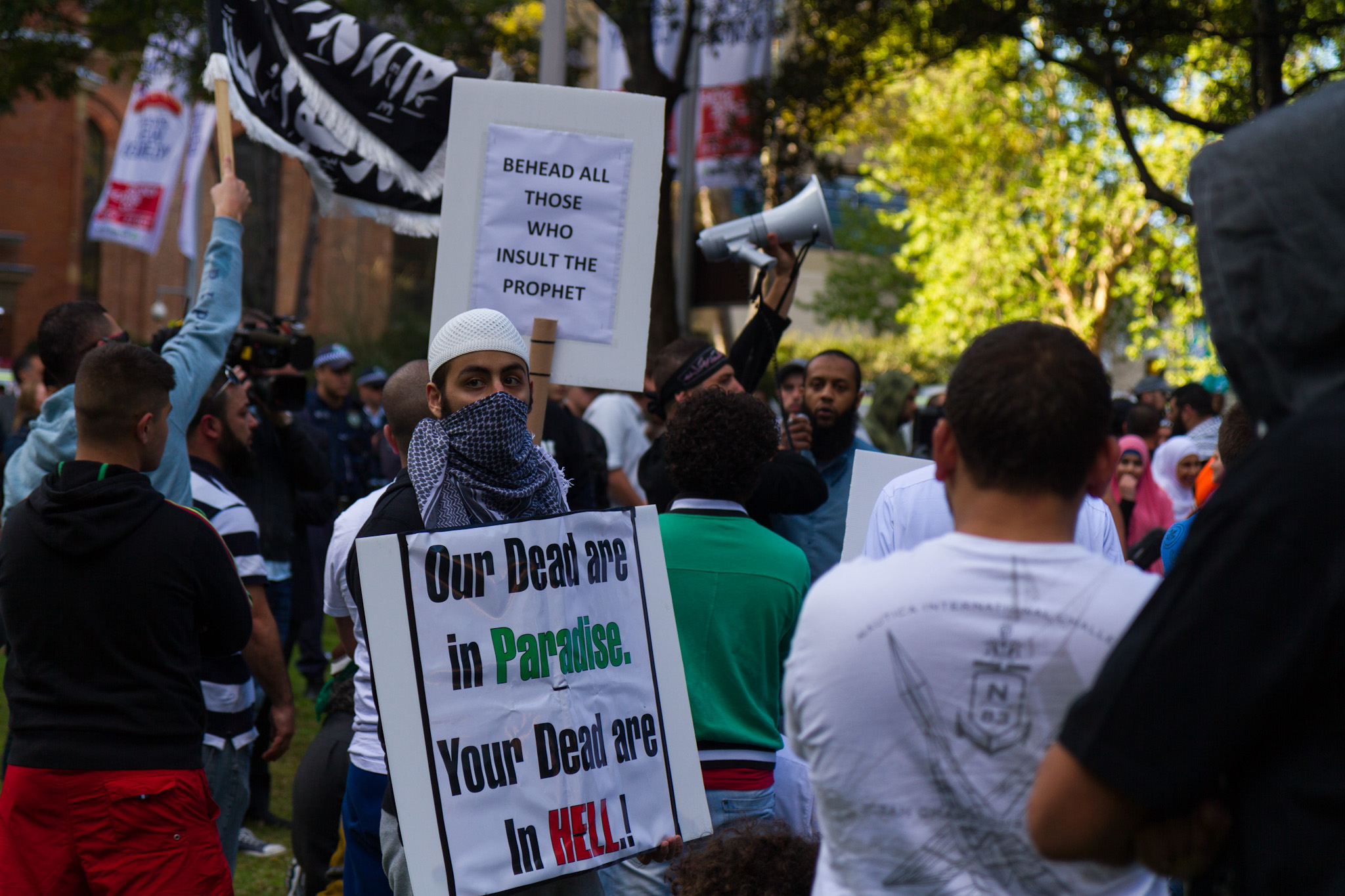
Manifestantes muçulmanos carregando cartazes com os dizeres "Decapite todos aqueles que insultam o Profeta" e "Nossos mortos estão no Paraíso. Seus mortos estão no INFERNO!" Fotografia tirada no protesto de Sydney em 2012 contra o filme A Inocência dos Muçulmanos (Innocence of Muslims.).

As críticas ao Islã são amplamente definidas como críticas à religião islâmica em suas crenças, princípios e/ou quaisquer outras ideias atribuídas ao Islã.
As críticas ao Islã existem desde os primeiros estágios de formação do Islã. As primeiras desaprovações escritas vieram de cristãos e judeus, bem como de alguns ex-muçulmanos, como Ibn al-Rawandi. Mais tarde, o próprio mundo muçulmano passou a receber críticas. As críticas ocidentais ao Islã cresceram após os ataques de 11 de setembro e outros incidentes terroristas, principalmente em relação às suas escrituras e ensinamentos, que foram considerados uma fonte significativa de terrorismo e ideologia terrorista.
Objetos de crítica incluem a moralidade da vida de Maomé, o fundador do Islã, tanto em sua vida pública quanto em sua vida pessoal. Questões relacionadas à autenticidade e moralidade das escrituras do Islã, tanto o Alcorão quanto os hadiths, também são discutidas pelos críticos. O Islã também foi visto como uma forma de imperialismo árabe e recebeu críticas de figuras da África e da Índia, pela destruição de culturas indígenas. O reconhecimento do Islã da escravidão como uma instituição, que levou os comerciantes muçulmanos a exportar até 17 milhões de escravos para a costa do Oceano Índico, Oriente Médio e Norte da África, também foi criticado. A versão Shafi'i do Islã recebeu críticas por defender a mutilação genital feminina e introduzir essa prática no Sudeste Asiático, onde antes não existia. Mais recentemente, as crenças islâmicas sobre as origens humanas, predestinação, existência e natureza de Deus têm recebido críticas por suas inconsistências filosóficas e científicas.

Outra crítica se concentra na questão dos direitos humanos no mundo islâmico, tanto historicamente quanto nas nações islâmicas modernas, incluindo o tratamento de mulheres, pessoas LGBT e minorias religiosas e étnicas, conforme mostrado na lei e na prática islâmica. Em 2014, cerca de um quarto dos países e territórios do mundo (26%) tinham leis ou políticas anti-blasfêmia e (13%) tinham leis ou políticas anti-apostasia. Em 2017, 13 nações, todas de maioria muçulmana, tinham a pena de morte por apostasia ou blasfêmia. Na esteira da recente tendência do multiculturalismo, a influência do Islã na capacidade ou disposição dos imigrantes muçulmanos de se assimilar nas nações anfitriãs tem sido criticada. Argumentos assimilacionistas também foram feitos em outros países onde os muçulmanos são uma minoria substancial, como China, Índia e Rússia.